# 藤間勘祖 (2世)
二世 藤間 勘祖（にせい ふじま かんそ、1900年（明治33年）10月8日 - 1990年（平成2年）12月5日）は、東京都江東区深川出身。本名：藤間 秀雄。藤間流宗家の舞踊家。六世藤間勘十郎でもある。勘十郎は二代から五代までは女だったが、六代は男。昔、永代橋に稽古場があった所以から、永代橋＝藤間 勘祖のことを呼んでいた。

## 経歴
- 1900年（明治33年）東京深川生まれ。
- 1907年（明治40年）六代目尾上梅幸に入門する。尾上梅雄（おのえ ばいゆう）を名乗る。
- 1908年（明治41年）歌舞伎座で初舞台。
- 1916年（大正4年）  藤間流宗家五世藤間勘十郎の養子となる。
- 1926年（大正15年）五世藤間勘十郎が初代勘祖となり、隠居。藤間家を継ぐ。
- 1927年（昭和2年）  六代目藤間勘十郎を襲名。六代目尾上菊五郎の後援を得て舞踊家としての名声をあげた。生涯素踊りで通した。
- 1937年（昭和12年）六代目尾上菊五郎の「藤娘」を振付をする。
- 1940年（昭和15年）東京芸術大学の「舞踊科」の講師になる。
- 1944年（昭和19年）門弟だった、藤間紫と結婚。
- 1951年（昭和26年）3月 歌舞伎座で舟橋聖一作、十一代目市川團十郎、七代目尾上梅幸主演、源氏物語の構成、振付。
- 1953年（昭和28年）11月 三島由紀夫作、十七代目中村勘三郎、六代目中村歌右衛門主演の「鰯売恋曳網」の構成。振付。
- 1961年（昭和36年）「第1回勘十郎の会」を歌舞伎座で開催。「関寺小町」、「佐野源左衛門常世」が高く評価される。
- 1963年（昭和38年）十七代目中村勘三郎主演の「大江山酒呑童子」を構成、振付。
- 1969年（昭和44年）4月 十七代目中村勘三郎、十八代目中村勘三郎主演の「連獅子」を構成、振付。勘三郎父子の姿がリンクし、中村屋 (歌舞伎)の当たり役にある。他の役者も父子で演じるきっかけになった。
- 1970年（昭和45年）11月七代目尾上梅幸、二代目中村鴈治郎主演、「花簪」を構成、振付。
- 1976年（昭和51年）5月六代目中村歌右衛門主演の清元「田舎源氏露東雲」構成、振付。
- 1978年（昭和53年）1月歌舞伎座公演、幹部総出演の「春ことぶれ」を振付。
- 1979年（昭和54年）9月「第2回勘十郎の会」を歌舞伎座で開催。六代目中村歌右衛門と長唄「二人椀久」を踊る。
- 1981年（昭和56年）9月 十七代目中村勘三郎主演の安藤鶴夫作「芸阿呆」を構成、振付。
- 1982年（昭和57年）3月 四代目雀右衛門主演、清元「豊後道成寺」を振付。
- 1984年（昭和59年）五代目坂東玉三郎の「鷺娘」を玉三郎に合う形の振りに直す。
- 1985年（昭和60年）妻、藤間紫と離婚。
- 1988年（昭和63年）3月「第3回勘十郎の会」は国立劇場で開催。八世藤間勘十郎と米寿で「橋弁慶」を踊る。
- 1989年（平成元年） 9月 「宗家藤間会」で「井筒」を踊る。
- 1990年（平成2年）  9月　歌舞伎座で「藤間会」を開催。長女、藤間康詞（高子）に七代目勘十郎（後に三世藤間勘祖）を譲り、二代目勘祖を名乗った。清元「四季三葉草」の翁を務め、これが最後の舞台になった。
- 1990年（平成2年）12月　永眠。享年90。
- 2000年（平成12年）9月　生誕100年を記念して、朝日新聞社より「六世藤間勘十郎」の写真集が発売される。

## 役職
- 日本舞踊協会理事

## 受賞・叙勲等
受賞
- 1955年（昭和30年）毎日演劇賞受賞。
- 1957年（昭和32年）紫綬褒章受章。
- 1962年（昭和37年）毎日芸術賞受賞。
- 1963年（昭和38年）日本芸術院賞受賞。
- 1967年（昭和42年）日本芸術院会員。
- 1971年（昭和46年）勲三等瑞宝章受章。
- 1979年（昭和54年）文化功労者。
- 1982年（昭和57年）文化勲章を受章。

その他
- 1960年（昭和35年）重要無形文化財保持者に各個認定（人間国宝）。

## 家族
- 妻は藤間紫だったが、三代目市川猿之助との不倫恋愛や性格の相違などが理由で1985年に離婚した。
- 紫との間にできた藤間康詞（高子）に七代目勘十郎（後に三世藤間勘祖）を譲り、二代目勘祖を名乗った。

## 書籍
- 写真集「六世藤間勘十郎」 朝日新聞社、2000年

## 門弟
歌舞伎俳優の多くは、彼に日本舞踊を教わる。舞踊家も丁寧に指導した。六代目尾上菊五郎時代からの知己で、名古屋西川流二世西川鯉三郎と三世西川右近親子。女優の水谷八重子、尾上流家元尾上菊之丞ほか。

## 備考
永代橋＝藤間 勘祖のことを呼んでいた。その後、稽古場は人形町、麻布と設けたが、関係者は「永代橋の宗家」と言っていた。